# مارشا هنت
مارشا هنت (بالإنجليزية: Marsha Hunt)‏ هي مغنية وعارضة وكاتِبة وروائية ومؤلفة وممثلة بريطانية وأمريكية، ولدت في 15 أبريل 1946 بفيلادلفيا في الولايات المتحدة.

## وصلات خارجية
- مارشا هنت على موقع IMDb (الإنجليزية)
- مارشا هنت على موقع ميوزك برينز (الإنجليزية)
- مارشا هنت على موقع ديسكوغز (الإنجليزية)
- مارشا هنت على موقع قاعدة بيانات الفيلم (الإنجليزية)